# Yekaterina Xilko
Yekaterina Xilko (* 25. März 1982 in Taschkent, Usbekische SSR) ist eine usbekische Trampolinturnerin.
Xilko überstand beim Olympiadebüt der Disziplin in Sydney 2000 die Qualifikation als Achte und belegte im Finale den vierten Platz. 2004 kam sie als Elfte nicht über die Qualifikation hinaus. Bei den Spielen 2008 wurde sie in der Vorrunde abermals Achte und sicherte sich im Finale die Bronzemedaille. 2012 und 2016 schied sie jeweils als Zwölfte in der Qualifikation aus. Xilko ist die einzige Trampolinturnerin, die an fünf Olympischen Spielen teilgenommen hat.
Bei Weltmeisterschaften war ihr größter Erfolg der Gewinn der Bronzemedaille 2009 im Synchronturnen. Auch bei Asienspielen gewann sie im Einzelwettbewerb in Doha 2006 und in Guangzhou 2010 jeweils Bronze.